# Het Voor
Het Voor (Frans: Beauval) is een buurt in de stad Vilvoorde. Het ligt ten noorden van Koningslo en ten noordoosten van Strombeek (gemeente Grimbergen).

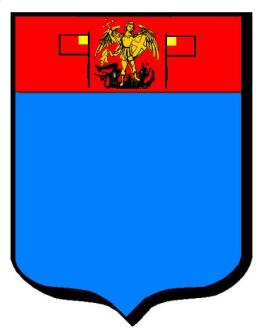
Wapenschild van Het Voor

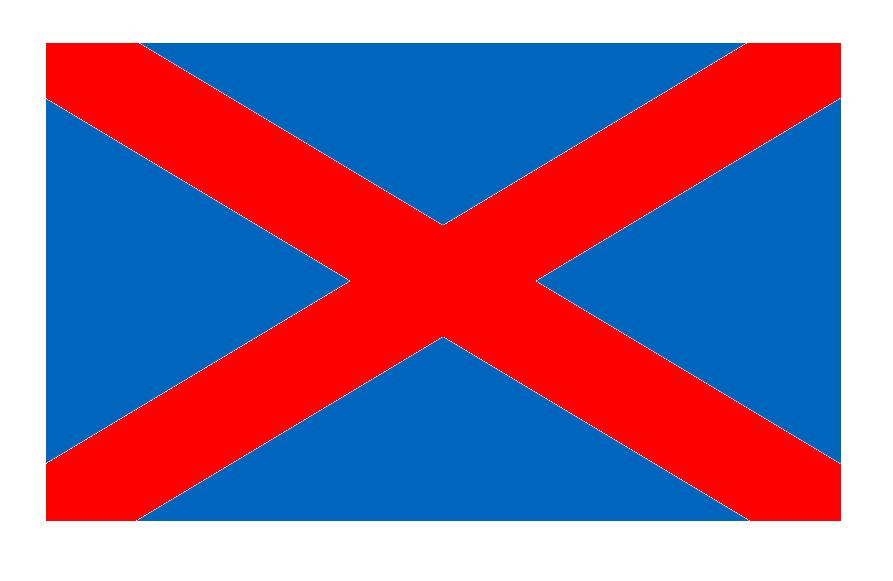
Vlag van Het Voor

## Beschrijving
Het Voor wordt begrensd door de Tangebeek en de Ring in het noorden (Grimbergen); door het Klein-Hoogveld, de Vinkenlaan en Warandelaan in het oosten (Koningslo); door de Strombeeksesteenweg in het zuiden (Mutsaard) en door de Sint-Annalaan in het westen (Strombeek). Het centrum van de wijk wordt gevormd door een rotonde. Het Voor is gelegen in de Brusselse stadsrand en maakt op die manier deel uit van de Brusselse agglomeratie. Het Voor is vergroeid met het aangrenzende Strombeek en de wijk Mutsaert van de Brusselse deelgemeente Laken. Tussen de wijk en het dorp Koningslo liggen echter nog relatief gave open ruimtes. Het Voor wordt met Vilvoorde (Kassei) verbonden via de Albert I-laan, een grote verbindingsweg die aangelegd werd in de jaren 70 van de twintigste eeuw.

## Geschiedenis
Koningslo, de wijk waarin Het Voor ligt, bestaat sinds 1949. Deze werd gebouwd als tuinwijk en werd volledig gericht op Brussel en niet op het nabijgelegen dorp Koningslo. Vanaf 31 augustus 1952 reed er de buurttram van de NMVB op lijn S via Strombeek naar Brussel-Noord. Daarmee was Het Voor een van de laatste plaatsen die via de buurttram een nieuwe aansluiting kreeg. Deze lijn werd afgeschaft op 31 juli 1978. Tezamen met de lijnen naar Grimbergen en Wemmel was dit de laatste Brabantse lijn die in gebruik bleef.
Het centrum van de wijk met enkele winkels vormde vroeger de keerlus voor deze trams. In het kader van Brabantnet wordt er terug een tram langs Het Voor voorzien. Deze zou ook door het centrum van de wijk gaan, maar waar deze vroeger via Reigerslaan kwam, zou deze nu via de Meeuwenlaan rijden en Het Voor verlaten via de Vinkenlaan en de Warandelaan.
Deelgemeenten: Vilvoorde · Peutie

Overige dorpen en gehuchten: Houtem · Drie Fonteinen · Kassei · Koningslo · Mutsaard · Het Voor

Belgische gemeenten · Arrondissement Halle-Vilvoorde · Vlaams-Brabant · Vlaanderen